# Damalis dattai
Damalis dattai là một loài ruồi trong họ Asilidae. Damalis dattai được Joseph & Parui miêu tả năm 1999. Loài này phân bố ở miền Ấn Độ - Mã Lai.